# Arrondissement d'Yvetot
L'arrondissement d'Yvetot est une ancienne subdivision administrative française du département de la Seine-Inférieure créée le 17 février 1800 et supprimée le 10 septembre 1926. Les cantons furent rattachés aux arrondissements de Rouen, Dieppe et le Havre.

## Composition
Il comprenait les cantons de Cany-Barville, Caudebec-en-Caux, Doudeville, Fauville-en-Caux, Fontaine-le-Dun, Ourville-en-Caux, Saint-Valery-en-Caux, Valmont, Yerville et Yvetot.

## Sous-préfets
| Période           | Période           | Identité                                | Fonction précédente                                                         | Observation                                                                       |
| ----------------- | ----------------- | --------------------------------------- | --------------------------------------------------------------------------- | --------------------------------------------------------------------------------- |
|                   |                   |                                         |                                                                             |                                                                                   |
| 1824              |                   | Amédée Vernhette                        |                                                                             |                                                                                   |
|                   |                   |                                         |                                                                             |                                                                                   |
| 9 mai 1852        |                   | Pierre Louis Lucien Mercier (1827-1887) |                                                                             | fils de Thomas Louis Mercier, 3e baron Mercier                                    |
| 23 novembre 1855  | 25 juin 1864      | Charles Blanquart de Bailleul           | Sous-préfet de Bressuire                                                    | Nommé sous-préfet de Mulhouse                                                     |
|                   |                   |                                         |                                                                             |                                                                                   |
| ca 1873           | ca 1876           | A. de Broves                            |                                                                             | en poste à Milhau (Aveyron)                                                       |
|                   |                   |                                         |                                                                             |                                                                                   |
| 30 décembre 1877  | 26 janvier 1881   | Charles Massat                          | Sous-préfet de Lesparre                                                     | Nommé secrétaire général de la préfecture de la Manche                            |
| 26 janvier 1881   | 2 décembre 1882   | Paul Wallet                             | Sous-préfet de Neufchâtel                                                   | Nommé chef de cabinet du ministre du Commerce                                     |
|                   |                   |                                         |                                                                             |                                                                                   |
| 4 février 1883    | 23 février 1884   | Gabriel Gautier                         |                                                                             | Mis en disponibilité sur sa demande                                               |
| 23 février 1884   | 8 mars 1886       | Raoul Couppel du Lude                   | Sous-préfet de Châtillon-sur-Seine                                          | Nommé sous-préfet de Langres                                                      |
| 8 mars 1886       | 10 janvier 1888   | Guy de lasteyrie du saillant            | Sous-préfet de Lisieux                                                      | Remplacé                                                                          |
| 10 janvier 1888   | 8 juin 1891       | Félix Cauro                             | Sous-préfet de Cholet                                                       | Nommé secrétaire général de la préfecture de la Seine-Inférieure                  |
| 8 juin 1891       | 23 octobre 1894   | Henri Leguerney                         | Sous-préfet de Pont-Audemer                                                 | Nommé sous-préfet de Dieppe                                                       |
| 23 octobre 1894   | 13 septembre 1897 | Henri Duros                             | Sous-préfet de Villeneuve-sur-Lot                                           | Nommé sous-préfet de Dieppe                                                       |
| 13 septembre 1897 | 24 septembre 1900 | Jean Branet                             | Secrétaire général de la préfecture de la Haute-Vienne                      | Nommé secrétaire général de la préfecture de la Gironde                           |
| 24 septembre 1900 | 30 décembre 1905  | Hippolyte Morice                        | Secrétaire général de la préfecture du Cher                                 | Nommé sous-préfet d'Avesnes                                                       |
| 30 décembre 1905  | 30 juillet 1906   | Pierre Génébrier                        | Sous-préfet de Béthune                                                      | Nommé sous-préfet de Béthune                                                      |
| 30 juillet 1906   | 25 mars 1911      | Auguste Boivin                          | Sous-préfet de Neufchâtel                                                   | Nommé sous-préfet d'Alès                                                          |
| 25 mars 1911      | 30 mai 1913       | Maurice Le hoc                          | Sous-préfet d'Yssingeaux                                                    | Nommé sous-préfet d'Épernay                                                       |
| 30 mai 1913       | 3 mars 1914       | André Godin                             | Sous-préfet de Brignoles                                                    | Nommé sous-préfet de Bastia                                                       |
| 3 mars 1914       | 18 avril 1917     | Louis Piettre                           | Sous-préfet de Bayeux                                                       | Nommé sous-préfet d'Abbeville pour la durée de la guerre                          |
| 18 avril 1917     | 10 janvier 1918   | Fernand Roimarmier                      | Mobilisé pour la guerre                                                     | Nommé sous-préfet d'Yvetot                                                        |
| 10 janvier 1918   | 1er juillet 1918  | Fernand Roimarmier                      | Sous-préfet d'Yvetot                                                        | Nommé sous-préfet de Verdun                                                       |
| 1er juillet 1918  | 8 août 1918       | Frédéric Kuenzé                         | Sous-préfet de Lapalisse                                                    | Appelé sur sa demande à d'autres fonctions                                        |
| 8 août 1918       | 17 août 1918      | André Bouffard                          | Sous-préfet de Mamers                                                       | Nommé sous-préfet de Mamers                                                       |
| 17 août 1918      | 15 octobre 1918   | Mainfroid Andrieu                       | Sous-préfet de Soissons                                                     | Nommé sous-préfet de Cambrai                                                      |
| 20 octobre 1918   | 31 janvier 1919   | Léon Brunel                             | Sous-préfet de Sedan                                                        | Remplacé                                                                          |
| 31 janvier 1919   | 14 février 1919   | Joseph Ségaut                           | Sous-chef de bureau à l'administration centrale du ministère de l'Intérieur | Appelé sur sa demande à d'autres fonctions                                        |
| 15 février 1919   | 6 août 1920       | Maurice de Veulle                       | Sous-préfet de Lisieux                                                      | Nommé préfet des Hautes-Alpes                                                     |
| 6 août 1920       | 22 septembre 1926 | Paul Chiraux                            | Sous-préfet de Neufchâtel                                                   | Rattaché à la préfecture de Seine-Inférieure à la fermeture de la sous-préfecture |